# 八木毅之
八木 毅之（やぎ たけし、1967年8月9日 - ）は、日本の実業家。テクノプロ・ホールディングス代表取締役社長兼最高経営責任者。

## 人物・経歴
宮城県仙台市出身。1991年東京大学経済学部卒業、日本長期信用銀行入行。2008年新生銀行人事部部長。2012年テクノプロ・ホールディングス常務執行役員兼人事本部長。2014年テクノプロ・ホールディングス取締役（人事総務担当）兼常務執行役員。2018年テクノプロ・ホールディングス取締役（人事総務担当兼CSR推進副担当）兼常務執行役員。2021年7月テクノプロ・ホールディングス代表取締役社長兼CEOに就任。2023年一般社団法人NEOA代表理事就任。